# 李德麟
李德麟（英語：Andrew Lee，1956年—），香港人，祖籍上海市，香港連鎖式餐廳扒王之王的創辦人，香港息影女星林珍奇之丈夫。

## 背景
李德麟1970年代於美國經營凍肉生意。1979年，已婚的他邂逅赴美深造的息影女星林珍奇。1982年辦妥離婚手續後，他與林珍奇結婚，其後誕下1子1女。長女李依琳，次子李凱年。
1999年，李德麟以其批發凍肉的經驗，決定進軍飲食界，於九龍紅磡開設餐廳扒王之王主力售賣牛扒，取得成功，其後不斷於香港各區開設分店。截至2006年中，扒王之王已開設了36間分店。但近年扒王之王的規模已經不斷萎縮，以2022年計，全港只剩下兩間。
李曾經與張宇人合夥擁有馬匹好好食（好食團體名下）。
2014年，特首梁振英管治危機釀連串社運連累梁粉，因扒王之王關係李德麟受關注。《香港商報》和《文匯報》指，李德麟是建制派組織「保普選反佔中大聯盟」成員。也是保皇黨功能組別的香港中華總商會成員，以及中國政協委員浙江代表。

## 相关
- 扒王之王